# Rafael Morales Veloso
Rafael Morales Veloso   (Madrid, 17 de setembre de 1892 - Barcelona, 24 d'agost de 1932), conegut també com a Morales II o Meneno, fou un futbolista madrileny de la dècada de 1910, que passà la major part de la seva carrera esportiva a Catalunya.

## Trajectòria
Era germà del també futbolista Antonio Morales. Jugava com a mig ala o extrem dret. Fou jugador de la Gimnástica de Madrid, essent fitxat pel FC Barcelona el gener de 1912, jugant inicialment a l'equip reserva. La temporada 1912-13 fou fitxat pel RCD Espanyol, però acabada la mateixa retornà al Barcelona, on jugà fins a 1915. En total jugà 40 partits amb el club blaugrana. Acabà la seva carrera al CE Sabadell entre 1915 i 1917.